# Слудка (сельское поселение, Сыктывдинский район)
Слудка — административно-территориальная единица (административная территория село с подчинённой ему территорией) и муниципальное образование (сельское поселение с полным официальным наименованием муниципальное образование сельского поселения «Слудка») в составе муниципального района Сыктывдинского в Республике Коми Российской Федерации.
Административный центр — село Слудка.

## История
Статус и границы административной территории установлены Законом Республики Коми от 6 марта 2006 года № 13-РЗ «Об административно-территориальном устройстве Республики Коми».
Статус и границы сельского поселения установлены Законом Республики Коми от 5 марта 2005 года № 11-РЗ «О территориальной организации местного самоуправления в Республике Коми».

## Население
| 2010 | 2011 | 2012 | 2013 | 2014 | 2015 | 2016 |
| ---- | ---- | ---- | ---- | ---- | ---- | ---- |
| 609  | ↘607 | ↗614 | ↗617 | ↘584 | ↗599 | ↗610 |
| 2017 | 2018 | 2019 | 2020 | 2021 |      |      |
| ↘598 | ↘590 | ↘574 | ↘565 | ↘422 |      |      |

## Состав
Состав административной территории и сельского поселения:
| № | Населённый пункт | Тип населённого пункта       | Население |
| - | ---------------- | ---------------------------- | --------- |
| 1 | Большая Парма    | деревня                      | 31        |
| 2 | Ипатово          | деревня                      | 49        |
| 3 | Позялэм          | посёлок                      | 36        |
| 4 | Прокопьевка      | деревня                      | 35        |
| 5 | Слудка           | село, административный центр | 301       |
| 6 | Усть-Пожег       | посёлок                      | 123       |
| 7 | Шыладор          | деревня                      | 34        |